# Retamares
Retamares è una stazione della linea ML3 della rete tranviaria di Madrid.
Si trova nel comune di Pozuelo de Alarcón presso la strada M-511 che unisce Madrid a Boadilla del Monte.

## Storia
È stata inaugurata il 27 luglio 2007 insieme alle altre stazioni della linea.